# Callirhytis glandium
Callirhytis glandium är en stekelart som först beskrevs av Giraud 1859.  Callirhytis glandium ingår i släktet Callirhytis och familjen gallsteklar. Inga underarter finns listade.